# Desmodium punctatum
Desmodium punctatum là một loài thực vật có hoa trong họ Đậu. Loài này được (Rottler) DC. miêu tả khoa học đầu tiên năm 1825.